# الینس‌تستج
الینس‌تستج (به آلمانی: Allentsteig) یک سکونتگاه مسکونی در اتریش است که در Zwettl District واقع شده‌است.

## خصوصیات
الینس‌تستج ۷۱٫۴۱ کیلومترمربع مساحت دارد ۵۵۰ متر بالاتر از سطح دریا واقع شده‌است.